# Championnat du Ghana de football 1977
Navigation
Saison précédente Saison suivante
La saison 1977 du Championnat du Ghana de football est la dix-neuvième édition de la première division au Ghana, la Premier League. Elle regroupe, sous forme d'une poule unique, les seize meilleures équipes du pays qui se rencontrent une seule fois. En fin de saison, pour permettre le passage du championnat à 18 clubs, il n'y a pas de relégation et les deux meilleurs clubs de deuxième division sont promus.
C'est le club de Sekondi Hasaacas qui remporte le championnat cette saison après avoir terminé en tête du classement final, avec un seul point d'avance sur Great Olympics et Fankobaa Swedru. C'est à ce jour l'unique titre de champion du Ghana de l'histoire du club.

## Les clubs participants
| - Hearts of Oak SC - Asante Kotoko - Dumas Boys of GTP - Great Olympics - GIHOC Stars - Promu de D2 - Fankobaa Swedru - SS-1974 - Eleven Wise | - Bofoakwa Tano FC - Sekondi Hasaacas - Cornerstones Kumasi - Brong Ahafo United - Mysterious Dwarfs - Complex Stars of FCC - Promu de D2 - All Blacks FC - Akotex FC |

## Compétition
Le barème de points servant à établir les classements se décompose ainsi :
- Victoire : 2 points
- Match nul : 1 point
- Défaite : 0 point

### Première phase
| Rang | Équipe                | Pts | J  | G | N | P  | Bp | Bc | Diff |
| ---- | --------------------- | --- | -- | - | - | -- | -- | -- | ---- |
| 1    | Sekondi Hasaacas      | 22  | 15 | 8 | 6 | 1  | 21 | 11 | +10  |
| 2    | Great Olympics        | 21  | 15 | 8 | 5 | 2  | 22 | 9  | +13  |
| 3    | Fankobaa Swedru       | 21  | 15 | 9 | 3 | 3  | 24 | 16 | +8   |
| 4    | Eleven Wise           | 18  | 15 | 6 | 6 | 3  | 18 | 14 | +4   |
| 5    | Asante Kotoko         | 17  | 15 | 6 | 5 | 4  | 20 | 17 | +3   |
| 6    | Bofoakwa Tano FC      | 16  | 15 | 6 | 4 | 5  | 25 | 23 | +2   |
| 7    | Hearts of Oak SCT     | 15  | 15 | 4 | 7 | 4  | 18 | 16 | +2   |
| 8    | Complex Stars of FCCP | 15  | 15 | 5 | 5 | 5  | 15 | 15 | 0    |
| 9    | Dumas Boys of GTP     | 14  | 15 | 4 | 6 | 5  | 17 | 17 | 0    |
| 10   | SS-1974               | 14  | 15 | 3 | 8 | 4  | 14 | 19 | -5   |
| 11   | Mysterious Dwarfs     | 13  | 15 | 2 | 9 | 4  | 12 | 16 | -4   |
| 12   | All Blacks FC         | 12  | 15 | 4 | 4 | 7  | 15 | 17 | -2   |
| 13   | Cornerstones Kumasi   | 12  | 15 | 4 | 4 | 7  | 15 | 20 | -5   |
| 14   | Akotex FC             | 12  | 15 | 4 | 4 | 7  | 13 | 20 | -7   |
| 15   | Brong Ahafo United    | 9   | 15 | 2 | 5 | 7  | 10 | 15 | -5   |
| 16   | GIHOC StarsP          | 6   | 15 | 1 | 4 | 10 | 12 | 24 | -12  |

|  | Champion du Ghana 1977                             |
|  | T : Tenant du titre P : Promu de deuxième division |

## Bilan de la saison
| Championnat du Ghana de football 1976-1977 |                                  |
| Champion                                   | Sekondi Hasaacas (1er titre)     |
| Coupes et trophées                         |                                  |
| Vainqueur de la Coupe du Ghana 1976-1977   | Non disputée                     |
| Qualifications continentales               |                                  |
| Coupe des clubs champions africains 1978   | Aucun                            |
| Coupe des Coupes 1978                      | Aucun                            |
| Promotions et relégations                  |                                  |
| Promus en Premier League                   | Real Tamale United               |
| Promus en Premier League                   | Volta Juantex                    |
| Relégués en Second League                  | Aucun (passage de 16 à 18 clubs) |